# Roman Holowinsky

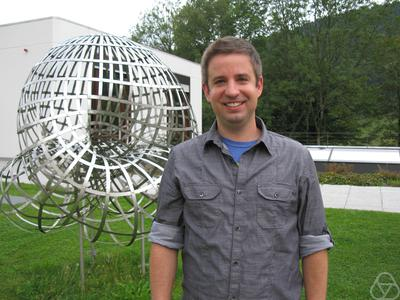
Roman Holowinsky (2011)

Roman Holowinsky (* 26. Juli 1979) ist ein US-amerikanischer Mathematiker, der sich mit analytischer Zahlentheorie (zum Beispiel Siebmethoden), automorphen Formen und L-Funktionen befasst.
Holowinsky studierte an der Rutgers University, wo er 2001 seinen Bachelorabschluss in Mathematik und Informatik erwarb und 2006 bei Henryk Iwaniec promoviert wurde (Shifted convolution sums and quantum unique ergodicity).  Als Post-Doktorand war er 2006/2007 am Institute for Advanced Study (ebenfalls als Gast 2009/2010) und ab 2008 an der University of Toronto und dem Fields Institute in Toronto. Seit 2009 ist er Assistant Professor an der Ohio State University.
Mit Kannan Soundararajan gelang ihm der Beweis der Quanten-Eindeutigkeits-Ergodizitäts-Vermutung (QUE, Quantum Unique Ergodicity Conjecture von Peter Sarnak, Zeev Rudnick 1991, inspiriert von Problemen aus dem Quantenchaos) für Modulflächen. Dabei geht es um Gleichverteilungsfragen der Nullstellen von Eigenfunktionen des Laplaceoperators auf diesen Flächen. Soundararajan und Holowinsky näherten sich dem Problem (an dem viele bekannte Mathematiker arbeiteten und das zuvor von Elon Lindenstrauss für Mass-Wellenformen gelöst worden war) auf verschiedenen Wegen – am Ende ergänzten sich ihre Resultate.
2011 erhielt er den SASTRA Ramanujan Prize. Im selben Jahr wurde er Sloan Fellow.